# Ebneth
Ebneth ist ein Kirchdorf mit 82 Einwohnern und Gemeindeteil der Stadt Burgkunstadt im oberfränkischen Landkreis Lichtenfels im Norden des Freistaates Bayern.

## Geografische Lage
Ebneth liegt auf einer Hochebene, etwa zwei Kilometer nördlich des Stadtkerns von Burgkunstadt, auf 411–440 m ü. NHN. Die Höhe wird amtlich mit 436 m ü. NHN angegeben. Östlich des Dorfes liegt das Dorf Hainweiher, im Nordosten der Pfersag-Wasserfall und im Westen befinden sich die Ebnether Felsenkeller. Am Fuße der Hochebene fließt der Main vorbei.
Ebneth gehört zum obermainischen Bruchschollenland.

## Geschichte

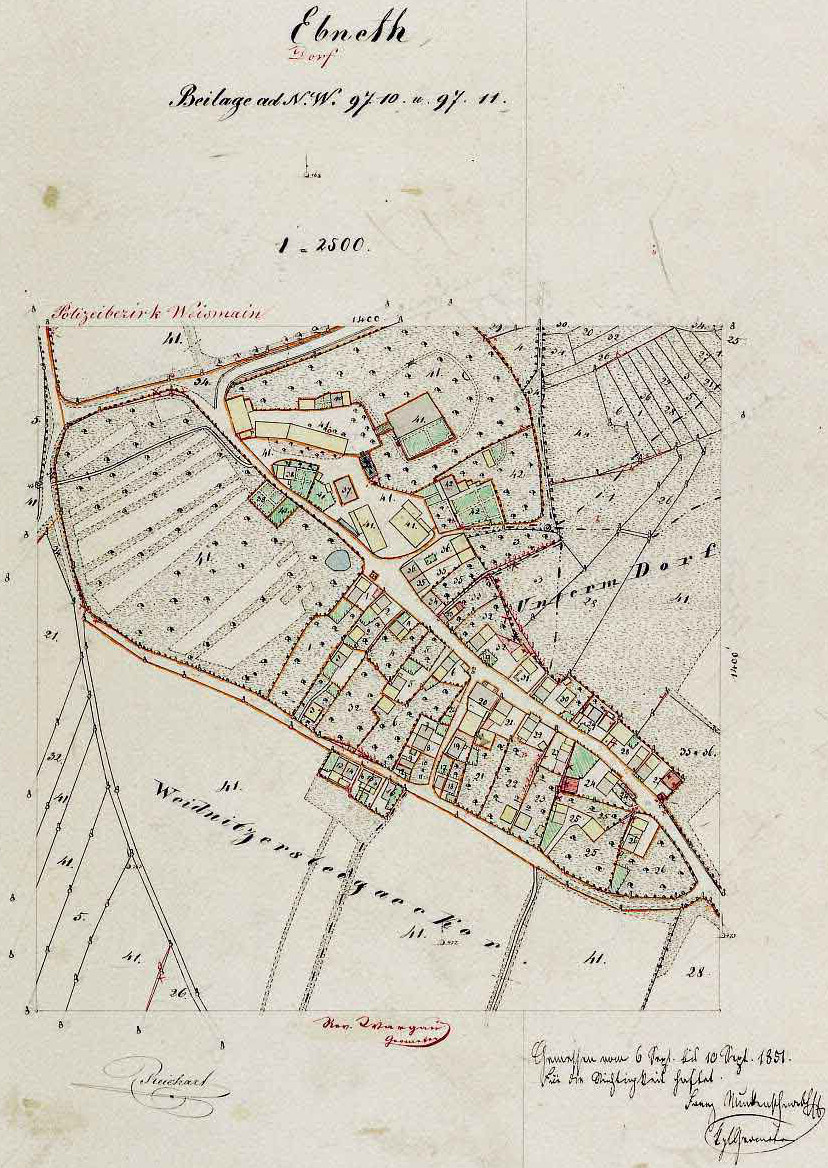
Historischer Ortsplan von Ebneth aus dem Jahr 1851

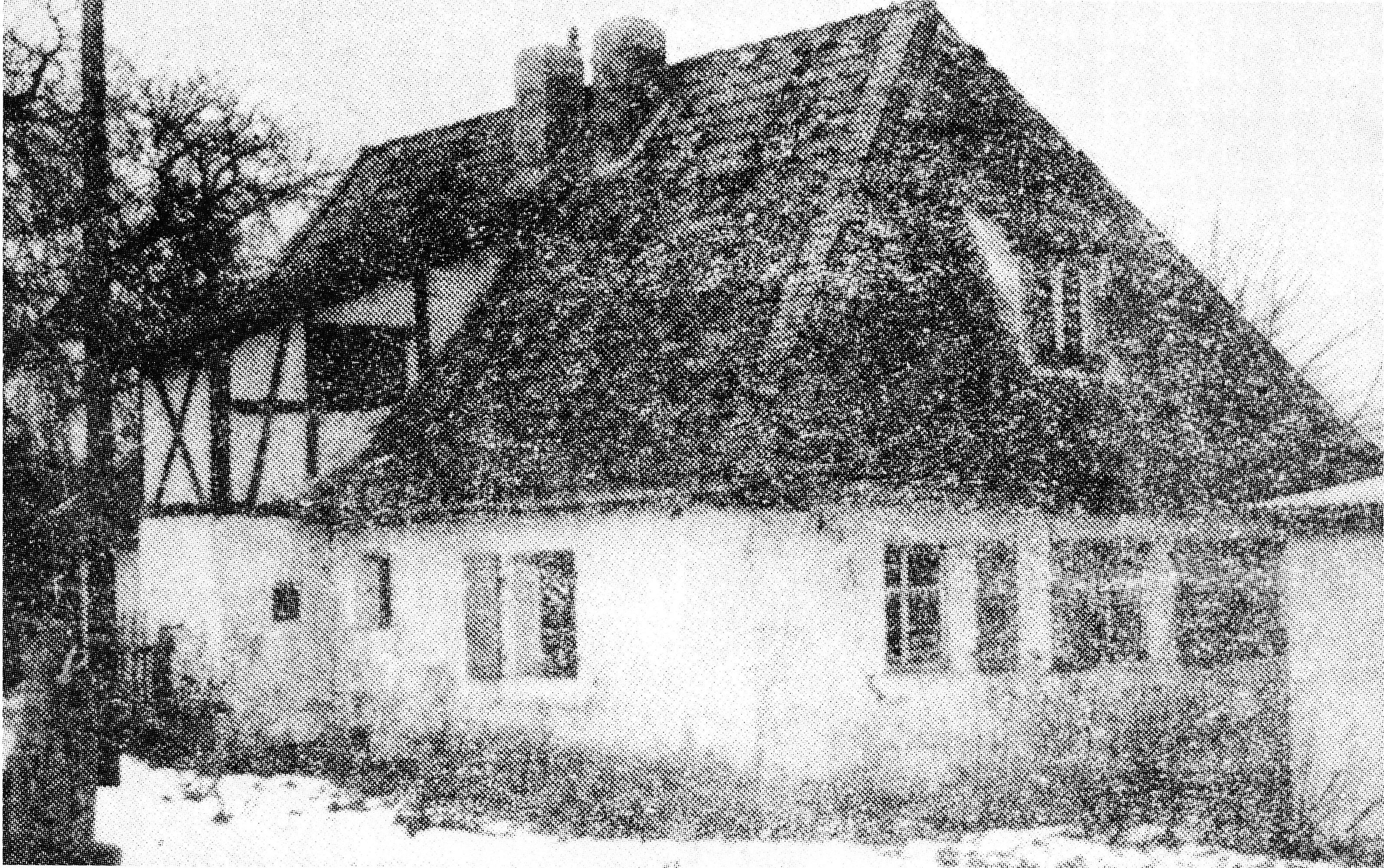
Das alte Schulhaus in Ebneth um 1900

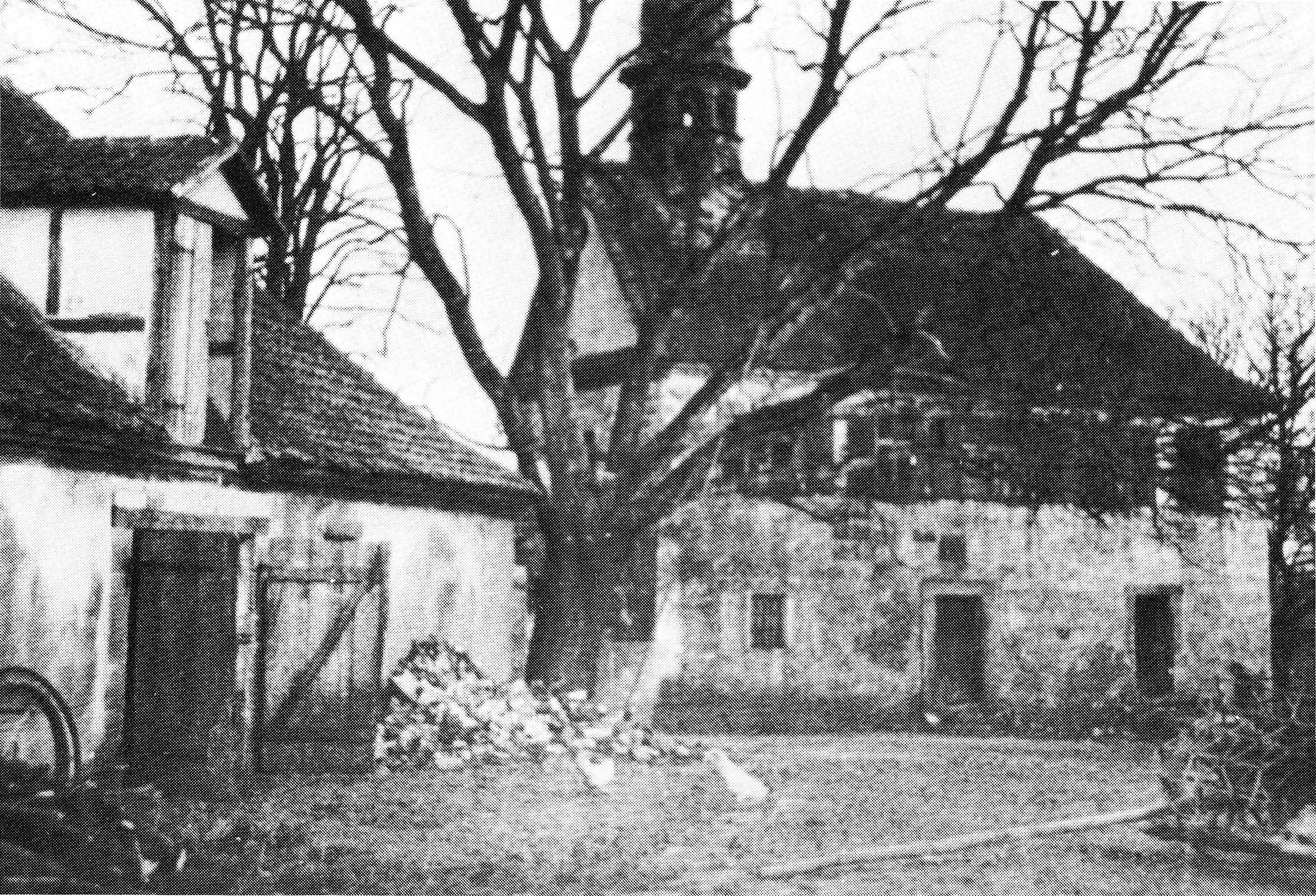
Schlosshof und Kapelle des Schlosses Ebneth um 1930

Gegründet wurde Ebneth vermutlich im 11. Jahrhundert oder früher. Erstmals urkundlich erwähnt wurde der Ort 1354 als „Ebenot“. Der Name, der so viel wie Not der Ebene, also Wassernot bedeutet, wies auf die Wasserknappheit hin, mit der Ebneth viele Jahrhunderte lang zu kämpfen hatte. Die Ansiedlung gehörte damals zum Besitz der Marschälle von Ebneth. Das heutige Schloss Ebneth stammt mit seinen ältesten Teilen aus dem Jahr 1490, wobei es schon davor sicherlich eine Burg in Ebneth gab.
Im Jahr 1742 wurde in Ebneth eine Schule gegründet und 1807 der Schule in Burkersdorf bei Küps unterstellt. Etwa zur selben Zeit wurde das alte Schulhaus erbaut, das bis 1913 benutzt und anschließend abgerissen wurde. Unmittelbar danach wurde an derselben Stelle ein neues Schulhaus errichtet, das bis zur Auflösung der Schule im Jahr 1968 verwendet wurde.
Die Freiwillige Feuerwehr Ebneth wurde am 30. August 1896 gegründet. Da Ebneth und Heinweiher im 20. Jahrhundert eine gemeinsame Gemeinde bildeten, wurde die Feuerwehr später in Freiwillige Feuerwehr Ebneth-Hainweiher umbenannt. Vom 25. bis zum 27. Juni 1971 wurde das 75-jährige Bestehen, verbunden mit dem Kreisfeuerwehrtag, gefeiert.
Bei den Landtags- und Kommunalwahlen 1974 entschied sich Ebneth mit seinen beiden Ortsteilen Hainweiher und Pfaffegetten mit 107:17 Stimmen für die Eingemeindung nach Burgkunstadt. Die offizielle Eingemeindung fand am 1. Januar 1975 statt.
Da die Abwasserentsorgung in Ebneth, Hainweiher und Meuselsberg seit vielen Jahren ein Problem war, beschloss der Stadtrat von Burgkunstadt 2008 die Dörfer an das städtische Klärwerk anzuschließen. Nach einer Unterschriftensammlung Ende 2010 wurde eine Kleinkläranlagen in Meuselsberg gebaut, Hainweiher und Ebneth wurden an die zentrale Abwasserentsorgung angeschlossen. Die Baumaßnahme wurde in den Jahren 2012/2013 durchgeführt. Die Kosten des Anschlusses der Ortsteile Ebneth/Heinweiher an die städtische Kläranlage betrugen 1.550.000 Euro. Davon waren 415.000 Euro staatliche Zuwendungen. Die Herstellungsbeiträge für den Kanal betrugen 300.000 Euro. 835.000 Euro waren Einnahmen in Form von Kanalgebühren.

### Einwohnerentwicklung
Die Tabelle gibt die Einwohnerentwicklung Ebneths anhand einzelner Daten wieder.
| Jahr             | Einwohner | Quelle |
| ---------------- | --------- | ------ |
| 1. Dezember 1910 | 283       | [ 10 ] |
| 1933             | 269       | [ 11 ] |
| 1939             | 246       | [ 11 ] |
| 1987             | 104       | [ 12 ] |
| 2001             | 84        | [ 13 ] |
| 2002             | 90        | [ 13 ] |
| 2003             | 87        | [ 13 ] |
| 2004             | 84        | [ 14 ] |
| 2005             | 93        | [ 14 ] |
| 2006             | 95        | [ 14 ] |
| 2007             | 98        | [ 1 ]  |
| 2008             | 88        | [ 1 ]  |
| 2009             | 84        | [ 1 ]  |
| 2010             | 82        | [ 1 ]  |

## Vereine
- Freiwillige Feuerwehr Ebneth-Hainweiher
- Freundes- und Fördererkreis Ebnether Barockorgel
- Gesangverein Ebneth-Hainweiher
- Jagdgenossenschaft Ebneth/Hainweiher